# Alejandro Mayorga
Manuel Alejandro Mayorga Almaráz (* 29. Mai 1997 in Durango, Durango) ist ein mexikanischer Fußballspieler auf der Position eines Verteidigers.

## Laufbahn
Mayorga begann seine Laufbahn im Nachwuchsbereich des Club Deportivo Guadalajara, für dessen diverse Nachwuchsmannschaften er zwischen 2014 und 2017 tätig war. In der Saison 2017/18 kam er unter Chivas-Trainer Matías Almeyda zu gelegentlichen Einsätzen in der ersten Mannschaft. Sein erstes Spiel in der höchsten mexikanischen Spielklasse bestritt er am 5. August 2017 in einem Heimspiel gegen den Club Necaxa, das 2:2 endete. Sein erstes Tor im Profifußball gelang ihm am 28. Februar 2018 im Achtelfinalrückspiel der CONCACAF Champions League gegen den Cibao FC zum 5:0-Endstand.
Für die Apertura 2018 wurde er an den Club Necaxa ausgeliehen und für das Kalenderjahr 2020 an die UNAM Pumas.

## Erfolge
- Sieger der CONCACAF Champions League: 2018